# العلاقات الليختنشتانية المالاوية
العلاقات الليختنشتانية المالاوية هي العلاقات الثنائية التي تجمع بين ليختنشتاين ومالاوي.

## مقارنة بين البلدين
هذه مقارنة عامة ومرجعية للدولتين:
| وجه المقارنة                                              | ليختنشتاين                                 | مالاوي                     |
| --------------------------------------------------------- | ------------------------------------------ | -------------------------- |
| المساحة (كم2)                                             | 16                                         | 118.48 ألف                 |
| عدد السكان (نسمة)                                         | 37.47 ألف                                  | 18.62 مليون                |
| الكثافة السكانية (ن./كم²)                                 | 234.19 ألف                                 | 157.16                     |
| العاصمة                                                   | فادوتس                                     | ليلونغوي، زومبا            |
| اللغة الرسمية                                             | اللغة الألمانية                            | لغة إنجليزية، لغة الشيشيوا |
| العملة                                                    | فرنك سويسري                                | كواشا ملاوية               |
| الناتج المحلي الإجمالي (بليون دولار)                      | 6.29 مليار                                 | 6.30 مليار                 |
| الناتج المحلي الإجمالي (تعادل القوة الشرائية) بليون دولار |                                            | 22.43 مليار                |
| الناتج المحلي الإجمالي الاسمي للفرد دولار أمريكي          |                                            | 338                        |
| الناتج المحلي الإجمالي للفرد دولار أمريكي                 |                                            | 1.20 ألف                   |
| مؤشر التنمية البشرية                                      | 0.908                                      | 0.445                      |
| رمز المكالمات الدولي                                      | +423                                       | +265                       |
| رمز الإنترنت                                              | .li                                        | .mw                        |
| المنطقة الزمنية                                           | توقيت وسط أوروبا، ت ع م+01:00، ت ع م+02:00 | ت ع م+02:00                |

## منظمات دولية مشتركة
يشترك البلدان في عضوية مجموعة من المنظمات الدولية، منها:
| علم المنظمة | اسم المنظمة                   | تاريخ انضمام ليختنشتاين | تاريخ انضمام مالاوي |
| ----------- | ----------------------------- | ----------------------- | ------------------- |
|             | الاتحاد البريدي العالمي       | ?                       | ?                   |
|             | الاتحاد الدولي للاتصالات      | 25 يوليو 1963           | 19 فبراير 1965      |
|             | منظمة حظر الأسلحة الكيميائية  | ?                       | ?                   |
|             | منظمة التجارة العالمية        | ?                       | ?                   |
|             | منظمة الشرطة الجنائية الدولية | ?                       | ?                   |
|             | الأمم المتحدة                 | 18 سبتمبر 1990          | 1 ديسمبر 1964       |